# Rafael Silva
Rafael da Silva (São Paulo, São Paulo, 4 de abril de 1992), conocido deportivamente como Rafael Silva, es un futbolista brasileño. Juega de delantero y su equipo actual es el Cruzeiro Esporte Clube de la Serie A de Brasil.

## Trayectoria
| Club               | País   | Año             |
| ------------------ | ------ | --------------- |
| Coritiba           | Brasil | 2012 - 2013     |
| Lugano             | Suiza  | 2013 - 2014     |
| Albirex Niigata    | Japón  | 2014 - 2016     |
| Urawa Red Diamonds | Japón  | 2017            |
| Wuhan Zall         | China  | 2018 - Presente |

## Palmarés

### Títulos nacionales
| Título                | Club     | País   | Año  |
| --------------------- | -------- | ------ | ---- |
| Campeonato Paranaense | Coritiba | Brasil | 2012 |
| Campeonato Paranaense | Coritiba | Brasil | 2013 |

### Títulos internacionales
| Título                      | Club (*)           | Sede    | Año  |
| --------------------------- | ------------------ | ------- | ---- |
| Copa Suruga Bank            | Urawa Red Diamonds | Saitama | 2017 |
| Liga de Campeones de la AFC | Urawa Red Diamonds | Saitama | 2017 |

(*) Incluyendo la selección.